# Torino FIAT 1943-1944
Questa voce raccoglie le informazioni riguardanti il Torino FIAT nelle competizioni ufficiali della stagione 1943-1944.

## Stagione
Nel pieno svolgimento della seconda guerra mondiale e mentre si cercavano, tra molte difficoltà, delle soluzioni possibili per il nuovo campionato, il Torino, la cui denominazione cambiò in Torino FIAT, sopperì alla mancanza di gare infittendo di amichevoli e piccole competizioni non ufficiali un calendario ancora vuoto, durante una preparazione più lunga del solito, iniziata nel novembre 1943. Per tutto il torneo il Torino sfoggiò sul petto il logo della FIAT, azienda da un ventennio legata ai rivali della Juventus, invece dello scudetto conquistato pochi mesi prima, anche se furono realizzate delle apposite maglie per commemorare la doppietta realizzata nella stagione precedente.
L'attività ufficiale era sospesa, i contratti dei calciatori erano stati dichiarati sospesi. A causa della divisione dell'Italia derivante dalla Linea Gotica, molti giocatori si trovarono impossibilitati a tornare nelle loro città. Questo fece sì che nel campionato di guerra organizzato tra mille difficoltà, molti atleti si accasassero dove poterono. Nel caso del Torino, il centravanti Silvio Piola della Lazio e il portiere Luigi Griffanti della Fiorentina, entrambi nazionali, si trovarono a vestire il granata; al contrario, dovettero rinunciare forzatamente alla compagine torinese Giuseppe Grezar, che giocò nell'Ampelea, e Romeo Menti, che si accasò al Milano.
Il campionato iniziò nel gennaio 1944. Erano previste: una prima fase regionale, che il Torino dominò; una fase semifinale interregionale, che il Torino superò pur con qualche sofferenza; una fase finale, decisiva per l'assegnazione del titolo, dove erano ammesse tre squadre. A quest'ultimo appuntamento insieme al Torino giunsero a sorpresa il 42º Corpo VVFF La Spezia e il Venezia: il pronostico vedeva favoriti i campioni d'Italia.
Il Torino alla fine perse il torneo, anche complice un incontro non ufficiale tra le rappresentative del Piemonte (in realtà costituita pressoché interamente da giocatori granata) e della Venezia Giulia, organizzato per motivi di propaganda e disputatosi a Trieste sette giorni prima della sfida contro gli spezzini. Nonostante la trasferta resa difficoltosa dalle operazioni di guerra, la FIGC fu inflessibile e costrinse il Torino a partire per Trieste: il viaggio si protrasse per sette giorni tra andata e ritorno, e al rientro in sede giovedì mattina i granata ebbero appena un giorno di tempo per riposarsi e ripartire stavolta per Milano, dove il 16 era in programma lo scontro con il VVFF Spezia. La Federazione a dire il vero, su pressioni del CONI, voleva accelerare la disputa delle finali anticipando le partite VVFF Spezia-Torino al 13 e Torino-Venezia al 16, ma la proposta fu respinta dai granata, anche a causa delle traversie nella trasferta in Venezia Giulia. Il Torino disputò la partita contro gli spezzini, anticipata di due ore (dalle 17 alle 15) per le contingenze, in condizioni fisiche non ottimali a causa della stanchezza per la lunga trasferta triestina. Il VVFF Spezia, che veniva dal pareggio per 1-1 contro il Venezia, sconfisse i granata per 2-1, rendendo dunque inutile la successiva vittoria dei piemontesi contro i lagunari per 5-2.
Saranno le ultime partite organizzate con una certa ufficialità prima della fine della guerra. Solo nel 1945 l'attività agonistica a livello nazionale riprenderà regolarmente, e il Torino potrà tornare in campo con lo scudetto sul petto. Infatti il torneo del 1944 non è considerato come un regolare campionato nazionale (quale effettivamente non fu, essendosi svolto esclusivamente nel territorio della Repubblica Sociale Italiana), e solo nel 2002 allo Spezia – la società da cui il VVFF Spezia rilevò i propri giocatori – sarà riconosciuto ufficialmente dalla FIGC un titolo "onorifico" per la vittoria nel torneo.

## Divise
A seguito dell'abbinamento con la FIAT, la formazione granata disputò tutto il campionato con il logo della nota casa automobilistica cucito sul petto, all'altezza del cuore, a mo' di scudetto societario.
| 1ª divisa | 1ª portiere |

Per commemorare la vittoria del campionato e della Coppa Italia, la prima storica doppietta del calcio italiano, vennero realizzate, per volontà di Ferruccio Novo, anche delle maglie che contenevano contemporaneamente lo stemma sabaudo corredato di fascio littorio, fregio che contraddistingueva i campioni d'Italia, e lo scudetto tricolore, all'epoca simbolo della vittoria della coppa nazionale.
| 1ª divisa | 1ª portiere |

## Rosa
| N. |                                        | Ruolo | Calciatore        |
| -- | -------------------------------------- | ----- | ----------------- |
|    | Repubblica Sociale Italiana (bandiera) | P     | Alfredo Bodoira   |
|    | Repubblica Sociale Italiana (bandiera) | P     | Luigi Griffanti   |
|    | Repubblica Sociale Italiana (bandiera) | D     | Luigi Cassano     |
|    | Repubblica Sociale Italiana (bandiera) | D     | Osvaldo Ferrini   |
|    | Repubblica Sociale Italiana (bandiera) | D     | Sergio Piacentini |
|    | Repubblica Sociale Italiana (bandiera) | C     | Aldo Cadario      |
|    | Repubblica Sociale Italiana (bandiera) | C     | Giacinto Ellena   |
|    | Repubblica Sociale Italiana (bandiera) | C     | Cesare Gallea     |

| N. |                                        | Ruolo | Calciatore                   |
| -- | -------------------------------------- | ----- | ---------------------------- |
|    | Repubblica Sociale Italiana (bandiera) | C     | Paolo Giammarco              |
|    | Repubblica Sociale Italiana (bandiera) | C     | Ezio Loik                    |
|    | Repubblica Sociale Italiana (bandiera) | A     | Pietro Ferraris (II)         |
|    | Repubblica Sociale Italiana (bandiera) | A     | Guglielmo Gabetto            |
|    | Repubblica Sociale Italiana (bandiera) | A     | Valentino Mazzola (capitano) |
|    | Repubblica Sociale Italiana (bandiera) | A     | Franco Ossola                |
|    | Repubblica Sociale Italiana (bandiera) | A     | Silvio Piola                 |

## Trasferimenti
| Acquisti | Acquisti        | Acquisti   | Acquisti |
| R.       | Nome            | da         | Modalità |
| -------- | --------------- | ---------- | -------- |
| P        | Luigi Griffanti | Fiorentina |          |
| C        | Aldo Cadario    | Brescia    |          |
| C        | Paolo Giammarco | Bari       |          |
| A        | Silvio Piola    | Lazio      |          |

| Cessioni | Cessioni        | Cessioni    | Cessioni |
| R.       | Nome            | a           | Modalità |
| -------- | --------------- | ----------- | -------- |
| P        | Filippo Cavalli | Casale      |          |
| D        | Virgilio Maroso | Alessandria |          |
| D        | Mario Rigamonti | Brescia     |          |
| C        | Giuseppe Grezar | Ampelea     |          |
| C        | Giuseppe Vairo  | Casale      |          |
| A        | Romeo Menti II  | Milano      |          |

N.B. Tutti i trasferimenti sono provvisori e non sono ufficiali. Tutti i calciatori avevano l'obbligo di rientrare alla società di appartenenza al termine della guerra.

## Risultati

### Campionato Alta Italia

#### Eliminatorie regionali (Piemonte e Liguria)

##### Girone di andata
| Arbitro: | Dellarole (Vercelli) |

|                |           |                          |
| Bonistalli 68’ | Marcatori | 10’ Loik 67’ Ferraris II |

| Arbitro: | Milanone Ridor (Biella) |

|                                        |           |  |
| Ferraris II 1’ Piola 10’, 85’ Loik 33’ | Marcatori |  |

| Arbitro: | Maglio (Torino) |

|                                                            |           |               |
| Ossola 23’ Mazzola 53’, 86’, 75’ Piola 60’ Ferraris II 83’ | Marcatori | 87’ Garavelli |

| Arbitro: | Mattea (Torino) |

|              |           |                                         |
| Guaraldo 81’ | Marcatori | 14’, 75’ Piola 16’ Loik 31’ Ferraris II |

| Arbitro: | Bertolio (Torino) |

|                                                 |           |  |
| Ferraris II 25’ Gabetto 56’, 84’ Piola 69’, 75’ | Marcatori |  |

| Arbitro: | Sorbi (Genova) |

|  |           |                                       |
|  | Marcatori | 25’ Piola 36’, 83’ Ossola 85’ Gabetto |

| Arbitro: | Mattea (Torino) |

|                                                          |           |        |
| Gabetto 7’, 88’, 75’, 24’ Piola 59’, 80’ Ferraris II 85’ | Marcatori | 90’ Gè |

| Arbitro: | Rosso (Casale Monferrato) |

|                    |           |                                     |
| Demaria 11’ (rig.) | Marcatori | 1’ Mazzola 20’ Ferraris II 57’ Loik |

| Arbitro: | Silvano (Torino) |

|                                                                         |           |                      |
| Mazzola 36’, 75’ Ferraris II 38’, 83’ Piola 51’, 73’ (rig.) Gabetto 68’ | Marcatori | 46’ (rig.) Benedetti |

##### Girone di ritorno
| Arbitro: | Bertolio (Torino) |

|  |           |                                                  |
|  | Marcatori | 20’ Ferraris II 43’ Ossola 54’ Gabetto 65’ Piola |

| Arbitro: | Bertolio (Torino) |

|                             |           |                     |
| Gabetto 10’, 85’ Ossola 60’ | Marcatori | 20’, 39’ Bonistalli |

| Arbitro: | Mattea (Torino) |

|  |           |                            |
|  | Marcatori | 22’ Mazzola 55’, 86’ Piola |

| Arbitro: | Fortina (Novara) |

|                                                   |           |                                               |
| Ossola 13’ Gabetto 36’, 42’ Piola 39’ Mazzola 49’ | Marcatori | 28’, 30’ Gaviglio 35’ Barrera 85’ Carapellese |

| Torino 16 aprile 1944, ore 15:30 UTC+1 14ª giornata | Juventus Cisitalia | 0 – 0 | Torino FIAT | Stadio Municipale Benito Mussolini\| Arbitro: \| Silvano (Torino) \| |
| Arbitro:                                            | Silvano (Torino)   |       |             |                                                                      |

| Arbitro: | Viarengo (Asti) |

|                                                                             |           |  |
| Mazzola 1’, 83’, 44’ Ferraris II 4’ Piola 11’ Foglia 54’ (aut.) Gabetto 89’ | Marcatori |  |

| Arbitro: | Scotto (Savona) |

|                                        |           |                                     |
| Gè 3’, 70’ (rig.) Conti 87’ Sotgiu 88’ | Marcatori | 16’, 50’ Loik 20’ Piola 24’ Gabetto |

| Arbitro: | Dellarole (Vercelli) |

|                                                                            |           |                     |
| Ferraris II 28’, 29’ Mazzola 35’, 82’ Gabetto 40’, 42’ Loik 54’ Ossola 57’ | Marcatori | 18’ Muci 45’ Pombia |

| Arbitro: | Franzi (Vercelli) |

|             |           |                        |
| Alberico 2’ | Marcatori | 27’ Mazzola 82’ Ossola |

#### Semifinali interregionali (Gruppo A)
| Arbitro: | Mattea (Torino) |

|                                         |           |             |
| Borel II 39’ Bellini 66’ Santacroce 70’ | Marcatori | 52’ Cadario |

| Arbitro: | Zavattaro (Casale Monferrato) |

|                           |           |           |
| Ferraris II 46’ Piola 81’ | Marcatori | 8’ Ottino |

| Arbitro: | Silvano (Torino) |

|                                                             |           |                                           |
| Gabetto 11’ Piola 42’, 71’, 69’ Mazzola 80’ Ferraris II 84’ | Marcatori | 54’ (rig.) Candiani 63’ (rig.) Campatelli |

| Arbitro: | Camiolo (Milano) |

|  |           |                                                                           |
|  | Marcatori | 3’ (aut.) Boniforti 39’, 71’ Ossola 56’ Ferraris II 85’ Piola 88’ Mazzola |

| Arbitro: | Bertolio (Torino) |

|                                  |           |                                         |
| Mazzola 1’, 77’ (rig.) Piola 47’ | Marcatori | 7’, 90’ Sentimenti III 72’ Spadavecchia |

| Arbitro: | Camiolo (Milano) |

|                                      |           |                              |
| Gaddoni 34’ Candiani 48’, 65’ (rig.) | Marcatori | 25’, 86’ Mazzola 50’ Gabetto |

#### Finali
| Arbitro: | Cipriani (Milano) |

|                   |           |           |
| Angelini 17’, 45’ | Marcatori | 31’ Piola |

| Arbitro: | Massironi (Milano) |

|                                                          |           |                        |
| Gabetto 16’ Mazzola 21’, 59’ Piola 66’ (rig.) Ossola 88’ | Marcatori | 48’ Astorri 51’ Petron |

## Statistiche

### Statistiche di squadra
| Competizione           | Punti | In casa | In casa | In casa | In casa | In casa | In casa | In trasferta | In trasferta | In trasferta | In trasferta | In trasferta | In trasferta | Totale | Totale | Totale | Totale | Totale | Totale | DR  |
| Competizione           | Punti | G       | V       | N       | P       | Gf      | Gs      | G            | V            | N            | P            | Gf           | Gs           | G      | V      | N      | P      | Gf     | Gs     | DR  |
| ---------------------- | ----- | ------- | ------- | ------- | ------- | ------- | ------- | ------------ | ------------ | ------------ | ------------ | ------------ | ------------ | ------ | ------ | ------ | ------ | ------ | ------ | --- |
| Campionato Alta Italia | -     | 12      | 11      | 1       | 0       | 63      | 17      | 14           | 9            | 3            | 2            | 42           | 18           | 26     | 20     | 4      | 2      | 105    | 35     | +70 |

### Statistiche dei giocatori
| Giocatore      | Campionato Alta Italia | Campionato Alta Italia | Campionato Alta Italia | Campionato Alta Italia |
| Giocatore      | Presenze               | Reti                   | Ammonizioni            | Espulsioni             |
| -------------- | ---------------------- | ---------------------- | ---------------------- | ---------------------- |
| A. Bodoira     | 7                      | -14                    | ?                      | ?                      |
| A. Cadario     | 20                     | 1                      | ?                      | ?                      |
| L. Cassano     | 24                     | 0                      | ?                      | ?                      |
| G. Ellena      | 23                     | 0                      | ?                      | ?                      |
| P. Ferraris II | 26                     | 16                     | ?                      | ?                      |
| O. Ferrini     | 7                      | 0                      | ?                      | ?                      |
| G. Gabetto     | 26                     | 20                     | ?                      | ?                      |
| C. Gallea      | 25                     | 0                      | ?                      | ?                      |
| P. Giammarco   | 1                      | 0                      | ?                      | ?                      |
| L. Griffanti   | 19                     | -21                    | ?                      | ?                      |
| E. Loik        | 16                     | 7                      | ?                      | ?                      |
| V. Mazzola     | 25                     | 21                     | ?                      | ?                      |
| F. Ossola      | 24                     | 11                     | ?                      | ?                      |
| S. Piacentini  | 21                     | 0                      | ?                      | ?                      |
| S. Piola       | 22                     | 27                     | ?                      | ?                      |